# 二碘化钛
二碘化钛是一种无机化合物，化学式为TiI2。它是黑色固体，具有碘化镉结构，有八面体Ti(II)中心。它可由单质化合得到：
Ti + I2  →  TiI2
它是金属钛提纯van Arkel工艺中的中间体。